# Korybut Dymitr
Korybut Dymitr (lit.: Kaributas, biał.: Карыбу́т Альге́рдавіч) (ur. po 1350, zm. po 1404) – jeden z synów wielkiego księcia litewskiego Olgierda Giedyminowicza i władca Nowogrodu Siewierskiego. Brat Władysława Jagiełły.

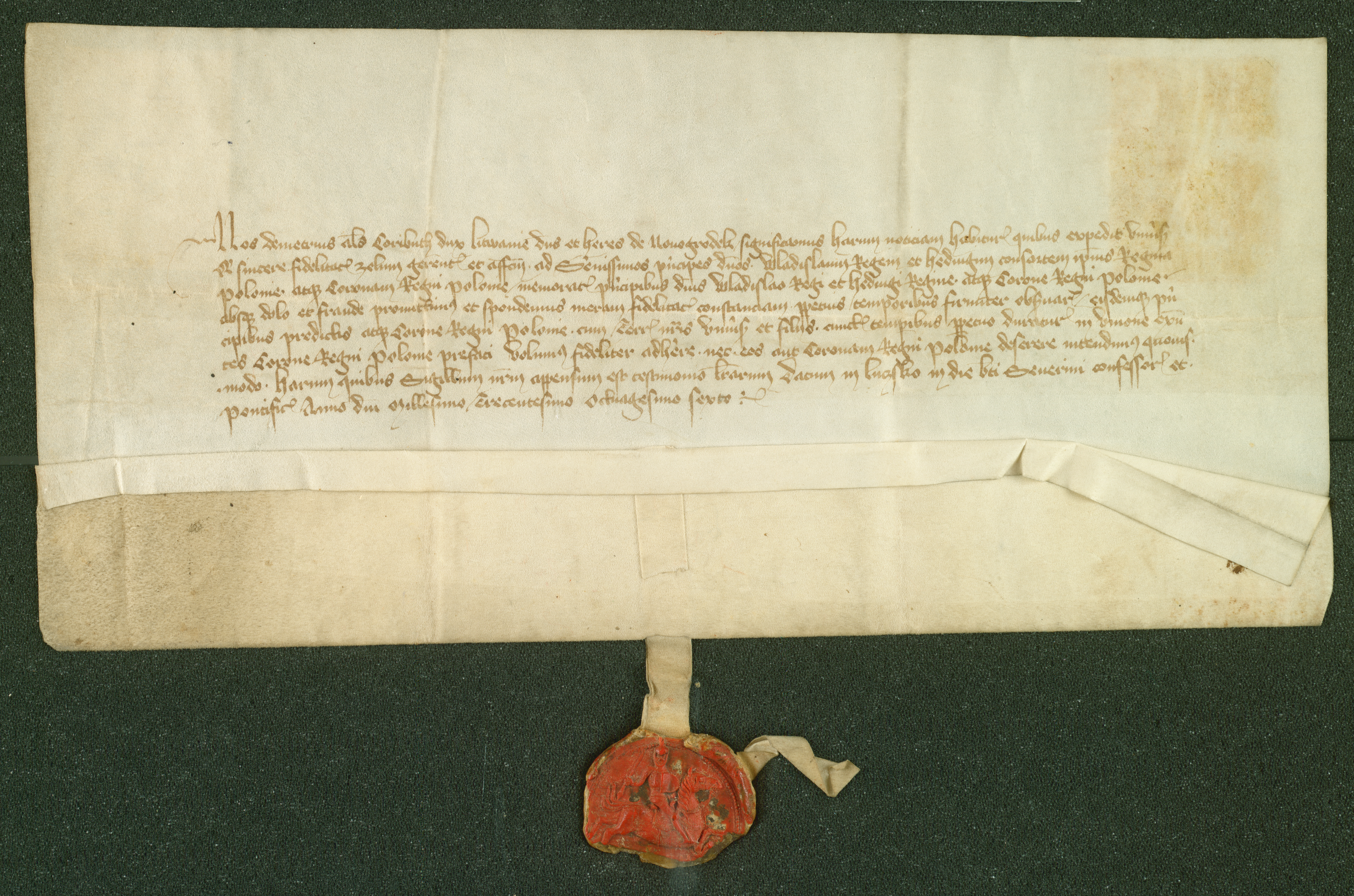
Dymitr Korybut Olgierdowicz, książę nowogrodzko-siewierski, przyrzeka wierność królowi polskiemu Władysławowi Jagielle, królowej Jadwidze i Koronie Królestwa Polskiego (1386 r.)

## Życiorys
Korybut urodził się niedługo po 1350 roku (dokładna data nie jest znana), jako syn wielkiego księcia litewskiego Olgierda i Julianny Twerskiej. Urodzony jako poganin, w 1386 roku został ochrzczony w wierze prawosławnej i został księciem Nowogrodu Siewierskiego. Przybrał chrześcijańskie imię Dymitra i stąd zazwyczaj nazywany jest Korybutem Dymitrem (kombinacja zeslawizowanego imienia litewskiego i jego imienia z chrztu) lub Dymitrem Olgierdowiczem. Poślubił księżnę Anastazję, córkę księcia Olega riazańskiego, z którą miał trzy córki i trzech synów. Wśród nich byli: 
- Helena, która później poślubiła Jana II Raciborskiego,
- Fedor z Nieświeża, uważany przez niektórych historyków za przodka rodów Nieświckich, Zbaraskich i Wiśniowieckich,
- Zygmunt Korybutowicz, pretendent do korony Czech,
- Anastazja, późniejsza żona księcia Fiodora z Kaszyna.

Synem jego żony z pierwszego małżeństwa był: 
- Andrzej, który zginął w bitwie nad Worsklą w 1399 r.

Korybut Dymitr zmarł po 1404 roku.